# Kodiak Island megye
Kodiak Island megye az Amerikai Egyesült Államok Alaszka államának egyik megyéje. Székhelye és legnagyobb városa Kodiak. Lakosainak száma 13 101 fő (2020. április 1.).

## Szomszédos megyék
- Kenai Peninsula megye (észak)
- Lake and Peninsula megye (északnyugat)

## Népesség
A megye népességének változása:
| Lakosok száma | 13 622 | 13 869 | 14 118 | 14 135 | 13 889 | 13 101 |
|               | 2010   | 2011   | 2012   | 2013   | 2015   | 2020   |